# Bari Bonds
Bari Lamar Bonds (енгл. Barry Lamar Bonds; rođen 24. jula 1964) je bivši američki profesionalni bejzbol igrač koji je igrao na poziciji levi poljar. Proveo je 22 sezone u Glavnoj ligi bejzbola (MLB) igrajući za Pitsburg pajratse i San Francisko džajanse. Za svoj uspehe nagrađen je rokordno sedam puta sa nagradom Nacionalne lige za Najkorisnijeg igrača. Takođe je dobio osam nagrada Zlatna rukavica (енгл. Gold Glove awards), rekornih dvanaest nagrada Silver Slugger i 14 Ol star selekcija. Zahvaljujuću svojim sportskim uspesima, Bari Bonds se smatra za jednim od najvećih bejzbol igrača svih vremena.
Bari je nosilac mnogobrojnih rekorda u Glavnoj ligi bejzbola. Aktuelni je nosilac najvećeg houm ran rekorda (762) kao i najviše houm rana u jednoj sezoni (73, postavljen 2001. godine). Predvodio je MLB na OPS (енгл. On-base plus slugging), i plasirao se u pet najboljih u dvanaes sezona od ukupnih sedamnaest kvalifikacija.
Bonds, vrhunski višestruko nagrađeni igrač bejzbola, osvojio je osam nagrada Zlatne rukavice za odbrambenu igru na terenu. Ukrao je 514 baza svojom osnovnom brzinom, postajući prvi i jedini igrač MLB-a do danas sa najmanje 500 houm run i 500 ukradenih baza (nijedan drugi igrač nema ni po 400). Sajtovi FanGraphs.com i Baseball-Reference.com navali su ga kao drugog najboljeg igrača, plasirajući ga odmah ispod Bejb Ruta.
Međutim, i pored brojnih uspeha, karije Berija je bila propraćena mnogobrojnim skandalima. Bio je jedan od vodećih učesnika skandala u upotrebi stereoida na bejzbol utakmicama. Godine 2007. optužen je za krivokletstvo i ometanje pravde zbog navodnog laganja velike porote tokom istrage BALCO-a od strane savezne vlade. Optužbe su povučene a osuđujuća presuda je poništena 2015. godine.
Godine 2013. Bari je stekao uslove za mesto u  Bejzbolsku galeriju slavnih, ali nije osvojio neophodnih 75% glasova. Neki članovi Aeričkog udruženja bejzbol pisaca (енгл. Baseball Writers' Association of America) izjavili su da nisu glasali za izbor Barija jer veruju u njegovu umešanost u korišćenju droge i stereoida kako bi poboljšao svoje učinke.

## Biografija

### Mladost
Bari je rođen u Riversajdu, u Kaliforniji, kao detet Patricije (rođene Hovard) i bivšeg prvoligaša Boba Bondsa. Odrastao je u San Karlosu gde je pohađao srednju školu Junípero Serra High School u San Mateu, gde je briljirao u bejzbolu, košarci i fudbalu. Igrao je u mlađem univerzitetskom timu tokom svoje prve godine, a ostatak srednjoškolske karijere u univerzitetskom timu. U poslednjim godinama školovanja stekao je prosek udaraca .467 i proglašen je za jednog od najboljeg univerzitetskog igrača u Sjedinjenim Američkim Državama. Dajntsi su ponudili ugovor Bariju, u drugom krugu kvalifikacija MLB-a 1982. godine, dok je još bio u srednjoj školi. Međutim, oni nisu uspeli da se dogovore oko uslova angažovanja, pri majksimalnoj ponudi od 70.000 američkih dolara (u današnjoj vrednosti oko 187.000). Bari je tražio najmanje 75.000 dolara i kako do dogovora nije došlo, odlučio je da se posveti školi.

### Kasnije godine
Avgusta 1987. godine, Bari je upoznao Suzan (San) Margaret Brenko, u Montrealu u Kvebeku. Par se ubrzo venčao i 5. februara 1988. godine preselio u Las Vegas. Ubrzo su dobili svoje dvoje dece, Nikolija i Šikari. Par se razdvojio u junu 1994. godine, a zvanično se razveo decembra iste godine. Katolička crkva je ovaj brak poništila 1997. godine. Razvod Barija i Suzan je bio mnedijski propraćen, najviše zbog kontraverznog predbračnog ukovora koji je Bari dao Suzan pre braka. Ovim ugovorom se njegova supruga Šveđanka „odrekla prava na deo njegove sadašnje i buduće zarade”. Tokom brakorazvodnog procesa, Bari je ponudio alimentaciju za decu u iznosu od 20.000 dolara i 10.000 dolara mesečnog izdržavanja za Suzan. Tokom procesa obe strane su tvrdile da su žrtve nasilja i zlostavljanja u porodici. Suđenje se odugovlačilo mesecima, ali je Bari na kraju dobio obe kuće i smanjio iznos obećanog održavanja. Suzan je pokušala da opovrgne zakonitost predbračnog ugovora, ali je Vrhovni sud Kalifornije potvrdio da je sporazum u ovom slučaju nastao dobrovoljno. Kao reakcija na ishod presude, ubrzo su usledile promene u kalifornijskom zakonu koji se odnose na validnost i izvršnost predbračnih sporazuma.
Godine 2010, Barijev sin Nikolaj, koji je godinama služio kao betboj svome ocu u periodu aktivnog igranja u San Francisku, je optužen za pet prekršaja proisteklih iz obračuna sa njegovom majkom San. Tokom suđenja pred Višim sudom okruga San Mateo, Bari je bio podrška svome sinu.
Nakon okončanja prvog braka, Bari je imao ljubavnu vezu sa Kimberli Bel u periodu od 1994. do maja 2003. godine (iako je u međuvremenu bio u drugom braku). Tokom godina, Beri joj je poklonio kuću u Skotsdejlu, u saveznoj američkoj državi Arizona.
Dana 10. januara 1998. Bari se oženio drugom suprugom, Lizom Vetson, na ceremoniju u San Francisku, kojoj je prisustvovalo 240 zvanica. The couple lived in Los Altos Hills, California, with their daughter Aisha Par je živeo u Los Altos Hilsu, u Kaliforniji, sa ćerkom Ajšom, tokom njihovih deset i po godina braka pre nego što je Vetson podnela zahtev za zakonsko razdvajanje 9. juna 2009. godine, navodeći nepomirljive razlike. Dana 21. jula 2009. godine, samo šest nedelja kasnije, ona je objavila da povlači svoju akciju pravnog razdvajanja. Par se nakratko pomirio, ali sedam meseci kasnije, 26. februara 2010. godine, Liz je podnela zahtev za razvod. Godinu dana kasnije, 6. juna, par je odlučio da brakorazvodni proces nastave mimo javnosti, na „nesporan način” i u sklopu međusobnih dogovora i bez daljeg učešća suda.
Nekoliko članova Barijeve uže i šire porodice bavilo se atletikom, a neki od njih su imali zapažujuće rezultate. Barijev mlađi brat, Bobi Junior je takođe bio profesionalni bejzbol igrač. Njegova tetka po ocu, Rouzi Bonds je bivša američka rekorderka na 80 metara s preponama i takmičila se na Olimpijskim igrama 1964. godine. Pored toga, Bari je dalji rođak košarkaša Redži Džeksona.
Bari je vlasnik mnogobrojnih nekretnina, a među njima se nalazi i kuća u sklopu ekskluzivnog zatvorenog Beverli parka, na Beverli Hilsu u Kaliforniji.
Kao strastveni biciklista, Bonds je odabrao tu aktivnost kao glavno sredstvo za održavanje forme i gajio je veliku strast prema biciklizmu. Budući da su operacije kolena, operacije leđa i kukova otežale trčanje, vožnja bicikla mu je omogućila dovoljno kardiovaskularnih aktivnosti uz pomoć kojih je održavao formu. Zahvaljujući strasti prema bisiklizmu, izgubio je preko 11kg.

## Dostignuća u karijeri

### Rekordi
- Houm ran u jednoj sezoni (73), 2001
- Houm ran (karijera) (762)
- Houm ran protiv različitih bacača (449)
- Houm ran od navršenih 40 godina (74)
- Houm ran u godini u kojoj je napunio 43 godine (28)
- Uzastopne sezone sa 30 ili više domaćih trčanja (13), 1992–2004
- Procenat slugovanja u jednoj sezoni (.863), 2001
- Procenat slugovanja u Svetskoj seriji (1.294), 2002
- Uzastopne sezone sa .600 procenata slugovanja ili više (8), 1998–2005
- Procenat na bazi u jednoj sezoni (609), 2004
- Šetnje u jednoj sezoni (232), 2004
- Namerne šetnje u jednoj sezoni (120), 2004
- Uzastopne igre u šetnji (18)
- Uzastopne igre sa namernom šetnjom (6)[47]
- MVP nagrade (7 - staza najbližih takmičara sa 3), 1990, 1992–93, 2001–2004
- Uzastopne nagrade za MVP (4), 2001–2004
- Selekcije igrača Nacionalne lige (13) (2. mesto, bilo koja liga, FrEnk Tomas, 8; 2. mesto, N.L., Džordž Foster, Pit Rouz i Dejl Marfi, 6)
- Najstariji igrač (38 godina) koji je prvi put osvojio titulu u nacionalnoj ligi (.370), 2002
- Putouts kao levi igrač (5.226)

### Deljeni rekordi
- Uzastopna pojavljivanja u šetnji (7)
- Uzastopni pojavljivanja u bazi (15)[48]
- Vezan sa ocem Bobbijem većinu sezona sa 30 domova i 30 ukradenih baza (5); oni su jedini članovi oca i sina kluba 30–30
- Kućni prikazi u jednoj postsezoni (8), 2002